# Test psychologique pour enfant
Parmi les tests psychologiques pour enfants, on distingue : 
- la méthode WISC : test de quotient intellectuel ;
- le test Dominique Interactif : le Dominique Interactif (Valla, 2000) est un questionnaire standardisé servant à évaluer sept troubles de la santé mentale chez les jeunes ;
- Profil psychoéducatif révisé : outil d’évaluation pour enfants autistes ou présentant un trouble envahissant du développement ;
- Kaufman Assessment Battery for Children.